# بشير مفتي
بشير مفتي (مواليد عام 1969 بالجزائر العاصمة (الجزائر))، هو صحفي وكاتب روائي جزائري.
متخرج من كلية اللغة والأدب العربي بجامعة الجزائر. عمل في الصحافة حيث كتب في نهاية ثمانينيات القرن العشرين في جريدة الحدث الجزائرية، كما أشرف على ملحق الأثر لجريدة الجزائر نيوز لمدة ثلاث سنوات، كما يعمل بالتلفزيون الجزائري مشرفا على حصص ثقافية كحصة مقامات.إلى جانب هذا، عمل مراسلا من الجزائر لجريدة الحياة اللندنية، و كاتب مقال بالملحق الثقافي لجريدة النهار اللبنانية و ب الشروق الثقافية الجزائرية. و هو أحد المشرفين على منشورات الاختلاف بالجزائر.

## من مؤلفاته

### المجموعات القصصية
- أمطار الليل. رابطة إبداع 1992 الجزائر
- الظل والغياب.منشورات الجاحظية 1995 الجزائر
- شتاء لكل الأزمنة.منشورات الاختلاف 2004

### الروايات المنشورة
- المراسيم والجنائز (رواية). 1998 الجزائر
- أرخبيل الذباب (رواية). منشورات البرزخ الجزائر 2000
- شاهد العتمة (رواية). منشورات البرزخ الجزائر 2002
- بخور السراب (رواية). منشورات الاختلاف الجزائر 2004 منشورات الحوار سوريا 2005
- أشجار القيامة (رواية). طبعة مشتركة منشورات الاختلاف الدار العربية للعلوم 2006
- خرائط لشهوة الليل (رواية). طبعة مشتركة منشورات الاختلاف والدار العربية للعلوم 2008
- دمية النار (رواية). طبعة مشتركة منشورات الاختلاف والدار العربية للعلوم 2010 وصلت إلى القامة القصيرة لجائزة بوكر الأدبية دورة 2012
- أشباح المدينة المقتولة (رواية). طبعة مشتركة منشورات الاختلاف وضفاف 2012
- غرفة الذكريات (رواية). طبعة مشتركة منشورات الاختلاف ومنشورات ضفاف 2014
- لعبة السعادة (رواية). طبعة مشتركة منشورات الاختلاف ومنشورات ضفاف 2016
- اختلاط المواسم (رواية). منشورات الاختلاف، 2019.

### الروايات المترجمة للفرنسية
- المراسيم والجنائز (Cérémonies et funérailles) ترجمة مرزاق قيتارة منشورات الاختلاف 2002
- شاهد العتمة(Le témoin des ténèbres) ترجمة نجاة خلاف منشورات عدن باريس فرنسا 2002 .Éditions Aden
- أرخبيل الذباب (L'Archipel des mouches) ترجمة وردة حموش منشورات لوب فرنسا 2003. Editions l'Aube et Barzakh

### كتب مشتركة
- الجزائر معبر الضوء كتاب جماعي بثلاث لغات عربي فرنسي إنجليزي عن الجزائر العاصمة منشورات البرزخ Alger, un passage dans la lumière : Edition trilingue français-anglais-arabe de Philippe Mouillon, Nicolas Charlet, Gilles Clément et Bachir Mefti (Broché - 1 mai 2005)
- القارئ المثالي كتاب جماعي منشور بمنشورات ميت سان نازار فرنسا .

```
Le lecteur idéal de Maïssa Bey, José-Manuel Fajardo, Alberto Manguel et Bachir Mefti
```

### كتب أخرى
- سيرة طائر الليل مقالات نقدية طبعة مشتركة منشورات الاختلاف ومنشورات ضفاف 2013

## وصلات خارجية
- بشير مفتي: أنا أكتب على الهامش - الجزيرة.نت